# Real Zaragoza 1991-1992
Questa voce raccoglie le informazioni riguardanti il Real Saragozza nelle competizioni ufficiali della stagione 1991-1992

## Rosa
| N. |                      | Ruolo | Calciatore          |
| -- | -------------------- | ----- | ------------------- |
|    | Spagna (bandiera)    | P     | Andoni Cedrún       |
|    | Spagna (bandiera)    | P     | Mario García Segura |
|    | Spagna (bandiera)    | D     | Xavier Aguado       |
|    | Spagna (bandiera)    | D     | Esteban Gutiérrez   |
|    | Spagna (bandiera)    | D     | Jesús Ángel Solana  |
|    | Spagna (bandiera)    | D     | Pablo Alfaro        |
|    | Spagna (bandiera)    | D     | Alberto Belsué      |
|    | Spagna (bandiera)    | D     | Alfonso Fraile      |
|    | Spagna (bandiera)    | D     | Narcís Julià        |
|    | Uruguay (bandiera)   | C     | Edison Suárez       |
|    | Uruguay (bandiera)   | C     | Gustavo Poyet       |
|    | Argentina (bandiera) | C     | Darío Franco        |

| N. |                    | Ruolo | Calciatore               |
| -- | ------------------ | ----- | ------------------------ |
|    | Romania (bandiera) | C     | Dorin Mateuț             |
|    | Spagna (bandiera)  | C     | José Aurelio Gay         |
|    | Spagna (bandiera)  | C     | Jesús García Sanjuán     |
|    | Spagna (bandiera)  | C     | Pascual Sanz             |
|    | Spagna (bandiera)  | C     | Iñigo Lizarralde         |
|    | Spagna (bandiera)  | C     | Francisco Javier Cornago |
|    | Spagna (bandiera)  | A     | Francisco Higuera        |
|    | Spagna (bandiera)  | A     | Miguel Pardeza           |
|    | Spagna (bandiera)  | A     | Manuel Peña              |
|    | Spagna (bandiera)  | A     | Moisés García            |
|    | Spagna (bandiera)  | A     | Salva                    |